# Denzel Dumfries
Denzel Justus Morris Dumfries (* 18. dubna 1996 Rotterdam) je nizozemský profesionální fotbalista, který hraje na pozici pravého obránce za italský klub Inter Milán a za nizozemský národní tým.

## Reprezentační kariéra
Zatímco hrál ještě v Barendrechtu, dostal Dumfries pozvánku do Arubské reprezentace, ve které debutoval v přátelském zápase v březnu 2014 proti Guamu. O několik dní později vstřelil branku proti stejnému týmu při jejich dalším vzájemném utkání.
Ronald Koeman povolal Dumfriese do nizozemské reprezentace poprvé v říjnu 2018. Svůj první zápas odehrál proti Německu dne 13. října.
Dne 13. června 2021 vstřelil Dumfries svůj první gól za Nizozemsko, když dal vítěznou branku při výhře 3:2 nad Ukrajinou na závěrečném turnaji Euro 2020. Na to navázal gólem v dalším zápase proti Rakousku, při výhře 2:0.

## Statistiky

### Reprezentační
K 27. červnu 2021
| Aruba      | Aruba  | Aruba |
| Rok        | Zápasy | Góly  |
| ---------- | ------ | ----- |
| 2014       | 2      | 1     |
| Celkem     | 2      | 1     |
| Nizozemsko |        |       |
| 2018       | 3      | 0     |
| 2019       | 6      | 0     |
| 2020       | 5      | 0     |
| 2021       | 9      | 2     |
| Celkem     | 23     | 2     |

### Reprezentační góly
K zápasu odehranému 27. června 2021. Skóre a výsledky Aruby/Nizozemska jsou vždy zapisovány jako první
| Gól        | Datum           | Místo                                     | Soupeř   | Skóre | Výsledek | Soutěž          |
| Aruba      | Aruba           | Aruba                                     | Aruba    | Aruba | Aruba    | Aruba           |
| ---------- | --------------- | ----------------------------------------- | -------- | ----- | -------- | --------------- |
| 1.         | 30. března 2014 | Trinidad Stadium, Oranjestad, Aruba       | Guam     | 1:0   | 2:0      | Přátelský zápas |
| Nizozemsko |                 |                                           |          |       |          |                 |
| 1.         | 13. června 2021 | Johan Cruyff Arena, Amsterdam, Nizozemsko | Ukrajina | 3:2   | 3:2      | Euro 2020       |
| 2.         | 17. června 2021 | Johan Cruyff Arena, Amsterdam, Nizozemsko | Rakousko | 2:0   | 2:0      | Euro 2020       |

## Ocenění

### Klubové

#### Sparta Rotterdam
- Eerste Divisie: 2015/16

### Individuální
- Jedenáctka sezóny Eredivisie: 2018/19